# خورخي غارسيا (لاعب كرة قدم إسباني)
خورخي غارسيا (بالإسبانية: Jorge García Santos)‏ هو لاعب كرة قدم إسباني في مركز حراسة المرمى، ولد في 10 أغسطس 1957 في لا كورونيا في إسبانيا، وتوفي في 15 ديسمبر 2020. لعب مع ديبورتيفو لاكورونيا.